# Mel·lífer de clatell vermell
El mel·lífer de clatell vermell (Myzomela lafargei) és un ocell de la família dels melifàgids (Meliphagidae).

## Hàbitat i distribució
Habita els boscos de les Illes Salomó, a Buka, Bougainville, Shortland, Fauro, Choiseul i Santa Isabel.